# Animals (canção de Muse)
"Animals" é uma canção da banda de rock inglesa Muse. É a sétima faixa do sexto álbum de estúdio, The 2nd Law (2012). Um videoclipe para a música foi lançado em 22 de abril de 2013, criado por um fã durante uma competição aberta para criar um videoclipe para a música. A música teve uma recepção positiva dos críticos musicais.

## Composição
"Animals", que é tocada principalmente em um compasso de 5
4, apresenta um andamento rápido de 170 batidas por minuto com vários riffs de guitarra ao longo da música, bem como um breve solo de guitarra e um final climático. O final também apresenta ruído captado nos pregões de Wall Street. De acordo com a NME, a música retrata economias em deterioração sob o peso da "selvageria do mercado de ações, indústrias desesperadas para 'anunciar, franquear, matar a concorrência' e a ganância dos banqueiros." O baterista da banda, Dominic Howard, descreveu a música como a música mais política de The 2nd Law, voltada para os banqueiros e as pessoas "que apostaram o dinheiro de todos e acabaram endividando os países."

## Videoclipe
Para o videoclipe de "Animals", o Muse criou um concurso aberto ao público em dezembro de 2012, em associação com a Genero.tv, para que as pessoas criassem seu próprio videoclipe para a música. Os fãs votaram em qual finalista seria escolhido como vencedor e, por fim, Inês Freitas e Miguel Mendes, de Portugal, conhecidos como "onenessteam", foram escolhidos como vencedores. O vídeo foi ao ar durante um dos shows ao vivo da turnê The 2nd Law World Tour. O vídeo foi carregado no canal oficial da banda no YouTube em 22 de abril de 2013.

## Recepção crítica
"Animals" recebeu críticas geralmente positivas dos críticos. Andrew W. Gold, da Sputnikmusic, elogiou a música, dizendo que ela é "a música mais genuína que o Muse fez em anos". Ian Cohen, do Pitchfork, descreveu a música como o momento "em que o Muse abandona os efeitos pirotécnicos por um progressivo com piano e te lembra que eles ainda não estão tão distantes de Showbiz, seu encantador álbum de estreia de adoração quase servil a OK Computer." Colin Stutz, do Idolator, classificou a música como a mais "direta" do The 2nd Law. Iann Robinson, do CraveOnline, teve uma reação mais negativa à música, rotulando-a como "algo que o Muse encontrou na lixeira do Radiohead".

## Créditos
Créditos adaptados das notas do álbum The 2nd Law.
| Muse - Matt Bellamy – vocais, guitarra, teclados - Chris Wolstenholme – baixo - Dominic Howard – bateria | Equipe técnica - Adrian Bushby – engenharia, produção adicional - Tommaso Colliva – engenharia, produção adicional - Chris Lord-Alge – mixagem - Ted Jensen – masterização - Muse – produção |